# Дарси
Дарси (darcy, обозначение «Д») — внесистемная единица  проницаемости пористых сред, приближенно равная 1 мкм². Широко используется в геологии, гидрологии и нефтегазодобыче, механике грунтов. Часто применяются дольные единицы сантидарси (сД) и миллидарси (мД). Среда с проницаемостью 1 дарси позволяет жидкости с динамической вязкостью 1 сантипуаз (1 мПа·с, близко к вязкости воды) под градиентом давления 1 атмосфера/см образовывать объёмный расход 1 см³/с через поперечную площадь в 1 см².

## Историческая справка и варианты определений
Исторически применялось несколько незначительно различающихся определений дарси, для каждого из которых в пористой среде с проницаемостью в один дарси для поддержания течения жидкости с динамической вязкостью 1 сПз со скоростью фильтрации 1 см/с необходимо поддерживать перепад давления жидкости приблизительно в одну атмосферу на 1 см вдоль направления течения.
По всей видимости, впервые такое определение единицы проницаемости было предложено в 1930 году Наттингом (P. G. Nutting), который и ввёл самое понятие проницаемости. В определении Наттинга величина атмосферы принималась равной 105 Па, так что единица проницаемости равнялась точно 1 мкм².
В 1933 году Американским нефтяным институтом было принято определение единицы проницаемости, в котором величина атмосферы принималась равной нормальному атмосферному давлению (физическая атмосфера, 101 325 Па), так что единица проницаемости равнялась приблизительно 0,986 мкм². Тогда же для новой единицы было принято название «дарси» в честь французского гидравлика Анри Дарси.
В отечественной литературе при определении дарси в качестве величины атмосферы было принято использовать техническую атмосферу (1 кгс/см² = 98 066,5 Па), так что для величины дарси получалось значение приблизительно 1,02 мкм², причём эпизодические случаи использования западного определения дарси специально отмечались.
Расхождение между различными определениями не превышает приблизительно 3 % и в практических приложениях как правило несущественно.

## Современное определение
В настоящее время как в нефтяной промышленности Запада, так и в России (согласно ГОСТу) принимается, что 1 дарси приближённо равен 0,9869⋅10−12 м² или 0,9869 мкм².